# Пуайяр, Ален
Ален Пуайяр (фр. Alain Poyart) — французский политик, бывший сенатор от департамента Нор, член партии Республиканцы.

## Биография
Родился 18 ноября 1947 г. в городе Отмон (департамент Нор). В 1985 году впервые был избран в Генеральный совет департамента Нор от кантона Авен-сюр-Эльп-Север и сохранял свое место в Генеральном совете на протяжении 30 лет, до 2015 года. В 1993 году был избран депутатом Национального собрания Франции по 24-му округа департамента Нор, победив социалиста Марселя Деу, но уже на следующих выборах, в 1997 году, Деу взял реванш. Впоследствии дважды, в 2002 и 2007 годах, также участвовал в парламентских выборах, и оба раз терпел неудачу.
В 1995 году  Ален Пуайяр был избран мэром города Авен-сюр-Эльп; после этого дважды, в 2001 и 2008 годах, он выигрывал выборы и переизбирался на пост мэра, а перед выборами 2014 года уступил лидерство в правом списке своему заместителю Мари-Анник Дезиттер, оставшись членом совета.
В сентябре 2011 года был включен пятым в правый список Жана-Рене Лесерфа на выборах сенаторов от департамента Нор. Список получил два места в Сенате, и спустя почти шесть лет, в июле 2017 года, после выбытия по ряду причин других членов списка, был избран сенатором. В выборах в Сенат 2017 года не участвовал.

## Занимаемые выборные должности
02.04.1993 - 21.04.1997 — депутат Национального собрания от 24-го округа департамента Нор 

1995 - 22.03.2014  —  мэр города Авен-сюр-Эльп 

с 23.03.2014 —  член муниципального совета города Авен-сюр-Эльп 

15.07.2017 - 01.10.2017 — сенатор от департамента Нор